# Levan Tedyjašvili
Levan Kitojevič Tediašvili (rusky Леван Китоевич Тедиашвили, gruzínsky ლევან თედიაშვილი; 15. března 1948 Zemoubani, Gruzínská SSR – 17. února 2024) byl sovětský zápasník, volnostylař a sambista.
V zápase ve volném stylu vybojoval dvě zlaté medaile na olympijských hrách, čtyři zlaté a jednu stříbrnou medaili na mistrovství světa a tři zlaté medaile na mistrovství Evropy. V sambu vybojoval titul mistra světa. Po ukončení sportovní kariéry se věnoval trenérské práci. V roce 2005 byl uveden do mezinárodní síně slávy FILA.

## Vyznamenání
- Leninův řád – Sovětský svaz
- Řád odznaku cti – Sovětský svaz
- Řád Vachtanga Gorgasaliho‎ II. třídy – Gruzie
- Prezidentský řád znamenitosti – Gruzie, 2018[2]